# Jordan Burroughs

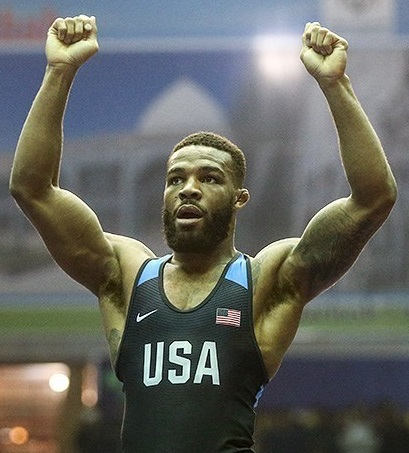
Jordan Burroughs, 2017

Jordan Ernest Burroughs (* 7. August 1988 in Camden, New Jersey) ist ein US-amerikanischer Ringer. Er wurde 2011, 2013, 2015 und 2017 Weltmeister und 2012 Olympiasieger im freien Stil im Weltergewicht.

## Werdegang
Der Afroamerikaner Jordan Burroughs begann als Jugendlicher 1993 an der Winslow Township High School mit dem Ringen. Sein dortiger Trainer war Rick Koss. Er konzentrierte sich ganz auf den freien Stil. Als High-School-Ringer gewann er bis 2005 einige District- und Regionalmeisterschaften. Seit 2006 besucht er die University of Nebraska und wohnt in Lincoln. 2006 qualifizierte er sich für die Teilnahme an der US-Studentenmeisterschaft (NCAA-Championships), verlor dort aber im Leichtgewicht gegen Dustin Schlatter und schied frühzeitig aus.
2007 belegte er bei den NCAA-Championships im Leichtgewicht schon den dritten Platz und 2008 gewann er erstmals diesen Titel im Leichtgewicht. Er wurde daraufhin auch bei der Junioren-Weltmeisterschaft dieses Jahres in Istanbul eingesetzt. Er kam dabei im Leichtgewicht zu Punktsiegen über Oltschas Tschinginbajew aus Kasachstan und Amit Kumar aus Indien. Seinen dritten Kampf verlor er aber gegen Sandor Toeszer aus Ungarn, womit er ausschied und den zehnten Platz belegte. Im Jahre 2009 war er verletzt und musste sich mehreren Operationen unterziehen. Aus diesem Grund konnte er in diesem Jahr keine Starts absolvieren. 2010 gelang ihm aber ein Comeback und er wurde im Weltergewicht erneut NCAA-Champion.
Im Jahre 2011 gelang Jordan Burroughs dann der große Durchbruch. Er wurde USA-Meister im Weltergewicht vor Nick Marable, Kirk White und Ryan Morningstar und setzte sich auch im WM-Ausscheidungsturnier (Trials) mit zwei Siegen über Andrew Howe durch. Im Mai 2011 siegte er in New York im Rahmen eines Länderkampfes über Aniuar Gedujew aus Russland nach Punkten (1:0, 2:1) und im Juli 2011 siegte er auch beim ersten großen internationalen Turnier, das er als Senior bestritt, den Ukrainian Wrestlers’ Memorial in Kiew. Er gewann dort im Weltergewicht vor Alibek Akbajew aus Russland, Trent Paulson (USA) und Musa Murtazalijew aus Armenien. Gut gerüstet fuhr er dann zur Weltmeisterschaft dieses Jahres nach Istanbul. Er besiegte dort Dmytro Rochniak aus der Ukraine, Denis Zargusch aus Russland, Ricardo Moreno aus Venezuela, Əşrəf Əliyev aus Aserbaidschan (0:1, 5:4, 3:0) und Sadegh Saeed Goudarzi, Iran (3:2, 4:1) und wurde damit neuer Weltmeister. Wenige Wochen danach siegte er auch bei den Pan-Amerikanischen Spielen in Guadalajara. Er bezwang dort im Finale den Kubaner Yunierki Blanco Mora mit 2:0 Runden (3:2, 3:2 Punkte).
Er galt damit als die große US-Hoffnung für die Olympischen Spiele 2012 in London. Dort konnte er diese Hoffnungen erfüllen, denn er wurde mit Siegen über Francisco Soler aus Puerto Rico, Matt Gentry, Kanada, Denis Zargusch und Sadegh Saeed Goudarzi Olympiasieger.
2013 setzte Jordan Burroughs bei der Weltmeisterschaft in Budapest seine Erfolgsserie fort, denn er wurde dort mit Siegen über Gamid Dschalilow, Turkmenistan, Narsingh Pancham Yadav, Indien, Jabrail Hasanow, Aserbaidschan, Ali Schabanau, Belarus und Essatollah Abbas Akbarizarinkolaei, Iran wie schon 2011 Weltmeister. Den Finalsieg über den Iraner Akbarizarinkolaei musste er sich aber schwer erkämpfen, denn dieser war fast gleichwertig. Ausschlaggebend für den Sieg von Jordan Burroughs war seine Schnelligkeit.
Bei seinem ersten Start bei einem internationalen Turnier nach der Weltmeisterschaft 2013 musste Jordan Burroughs beim „Yasar-Dogu“-Memorial in Istanbul im Februar 2014 eine überraschende Niederlage hinnehmen. Er verlor dort im Halbfinale gegen seinen Landsmann Nicholas Marable knapp nach Punkten und kam deshalb in diesem Turnier nur auf den 3. Platz. Beim Welt-Cup 2014 in Los Angeles, einem Mannschaftswettbewerb, in dem er für die Vereinigten Staaten an den Start ging, stellte er sich aber wieder in großer Form vor. Er gewann alle fünf Kämpfe, die er bestritt und zwar über Gia Tschikladse, Ukraine, Varuschan Kajojan, Armenien, Parveen Rana, Indien, Essatolla Abbas Akbarizarinkolaei, seinen Finalgegner von der Weltmeisterschaft 2013, den er dieses Mal aber klar beherrschte und Murad Ertuk aus der Türkei. Im April 2014 wurde er in Las Vegas auch wieder USA-Meister, wobei er im Finale über David Taylor aber nur zu einem knappen Punktsieg (7:6) kam.
Nach seinem Sieg bei der Panamerikanischen Meisterschaft 2014 in Mexiko-Stadt, er bezwang dort im Finale den Kubaner Livan Lopez, galt Jordan Burroughs auch bei der Weltmeisterschaft dieses Jahres in Taschkent wieder als Favorit. Er wurde zunächst dieser Rolle auch gerecht und besiegte in der Gewichtsklasse bis 74 kg Augusto Midana, Guinea-Bissau, Lee Yun-seok, Südkorea und Raschid Kurbanow, Usbekistan. Im Halbfinale unterlag er aber gegen Denis Zargusch aus Russland klar nach Punkten, wobei die Eindeutigkeit dieser Niederlage überraschte. In der Trostrunde gelang es ihm, mit einem Sieg über Rustam Dudajew aus der Ukraine noch eine WM-Bronzemedaille zu gewinnen.
In das  Wettkampfjahr 2015 startete Jordan Burroughs erfolgreich. Im März dieses Jahres wurde er im Weltergewicht Turniersieger beim „Alexander-Medwed“-Preis in Minsk vor Jakob Makaraschwili, Georgien, Rasul Tichajew und Ali Schabanau, beide Belarus. Beim Mannschafts-Weltcup 2015 im freien Stil, der am 11./12. April 2015 in Los Angeles ausgetragen wurde und der vom Iran vor den Vereinigten Staaten gewonnen wurde, war er im Weltergewicht mit Siegen über Liván López Azcuy, Kuba, Jakubali Schichdschamalow, Russland, Unurbat Purevjav, Mongolei und Morteza Rezaeigaleh, Iran, der beste Mann in seiner Gewichtsklasse. Im Juni 2015 qualifizierte sich Jordan Burroughs bei den Amerikanischen WM-Trials durch zwei Siege über Kyle Dake für die Teilnahme bei der Weltmeisterschaft in Las Vegas.
Vorher siegte er aber noch bei den Panamerikanischen Spielen in Toronto in seiner angestammten Gewichtsklasse, dem Weltergewicht. Er verwies dabei Yoan Blanco Reinoso aus Ecuador, Cristian Sarco Colmenarez, Venezuela und Livan Lopez Azcuy auf die Plätze.
Bei der Weltmeisterschaft 2015 in Las Vegas trat er in hervorragender Form an. Wegen der hohen Teilnehmerzahl in seiner Gewichtsklasse benötigte er zum erneuten Gewinn des Weltmeistertitels sechs Kämpfe. Er besiegte dabei Krystian Brzozowski aus Polen, Oleg Sacharewitsch aus der Ukraine, Mihaly Nagy aus Ungarn, Alireza Mohammad Ghasemi aus dem Iran, Aniuar Gedujew aus Russland und Unurbat Purevjav aus der Mongolei. Als sein härtester Konkurrent erwies sich dabei im Halbfinale Aniuar Gedujew, gegen den Jordan Burroughs alles aufbieten musste, um knapp mit 4:3 Punkten zu siegen.
Bei den Olympischen Spielen 2016 in Rio de Janeiro riss der Erfolgsfaden von Jordan Burroughs. Nach einem Sieg über Augusto Midana verlor er gegen Aniuar Gedujew und Bekzod Abdurahmonov aus Usbekistan und er landete nur auf dem 9. Platz.
Bei der Weltmeisterschaft 2017 in Paris bügelte Jordan Burroughs diese Scharte aber wieder aus. Er besiegte dort in seiner angestammten Gewichtsklasse in sechs schweren Kämpfen Livan Lopez Azcuy, Ali Schabanau, Sōsuke Takatani aus Japan, Selimchan Chadijew, Frankreich, Bekzod Abdurahmonov und Chetag Zabolow aus Russland und wurde zum vierten Male Weltmeister.
Im April 2018 stand Jordan Burroughs in der US-Mannschaft beim Mannschafts-World-Cup in Iowa City. Er trug dabei mit Siegen über Tarzan Maisuradse, Georgien, Yuhi Fujinami, Japan, Vinod Kumar Omprakash, Indien und Gadschimurad Omarow, Aserbaidschan, wesentlich zum amerikanischen Erfolg bei. Bei der Panamerikanischen Meisterschaft im Mai 2018 in Lima war er nicht am Start.
Bei der Weltmeisterschaft 2018 in Paris unterlag Jordan Burroughs im Viertelfinale gegen den russischen Newcomer Saurbek Sidakow knapp mit 4:5 techn. Punkten. Sidakow erreichte das Finale, deshalb konnte sich Jordan Burroughs in der anschließenden Trostrunde mit Siegen über Miroslaw Kirow, Bulgarien und Frank Chamizo, Italien, noch eine Bronzemedaille sichern.
Im April 2019 wurde er in Buenos Aires in überlegenem Stil panamerikanischer Meister in der Gewichtsklasse bis 74 kg. Er bezwang dabei auf dem Weg zu diesem Erfolg u. a. Franklin Gomez Matos aus Puerto Rico und im Finale Jeron Balfour aus Kanada. Im August 2019 wurde Jordan Burroughs in Lima auch Sieger bei den panamerikanischen Spielen. In der gleichen Gewichtsklasse bezwang er dabei im Finale wieder Franklin Gomez Matos. Bei der Weltmeisterschaft dieses Jahres im kasachischen Nur-Sultan besiegte er Asamat Nurikow, Belarus, Murad Kuramagomedow, einen für Ungarn ringenden Kaukasier und Chadschimurad Gadschijew, Aserbaidschan. Im Halbfinale verlor er knapp gegen den Titelverteidiger Saurbek Sidakow. Im Kampf um eine Bronzemedaille kam er schließlich zu einem vorzeitigen Sieg (10:0 techn. Punkte) über Mao Okui aus Japan.
2020 gewann Jordan Burroughs in seiner Gewichtsklasse erneut den Titel bei den Panamerikanischen Meisterschaften in Ottawa. Auf dem Weg zu diesem Erfolg schlug er Jorge Ivan Llano, Argentinien, Geandry Garzon Caballero, Kuba und Franklin Gomez aus Puerto Rico.

## Auszeichnungen
- USOC Athlete of the Year 2014/15

## Internationale Erfolge
| Jahr | Platz | Wettbewerb                                       | Gewichtskl. | Ergebnis |
| 2008 | 10.   | Junioren-WM in Istanbul                          | Leicht      | nach Punktsiegen über Olschas Tschingisbajew, Kasachstan und Amit Kumar, Indien und Punktniederlage gegen Sandor Toeszer, Ungarn                                                                     |
| 2011 | 1.    | Ukrainian Wrestlers’ Memorial in Kiew            | Welter      | vor Alibek Akbajew, Russland, Trent Paulson, USA und Musa Murtasalijew, Armenien |
| 2011 | 1.    | WM in Istanbul                                   | Welter      | nach Siegen über Dmytro Rodniak, Ukraine, Denis Zargusch, Russland, Ricardo Robertty Moreno, Venezuela, Ashrəf Alijew, Aserbaidschan und Sadegh Saeed Goudarzi, Iran                                 |
| 2011 | 1.    | Pan-Amerikanische Spiele in Guadalajara          | Welter      | vor Yunierki Blanco Mora, Kuba, Matt Gentry, Kanada und Ricardo Robertty Moreno |
| 2012 | 1.    | Dave-Schultz-Memorial-Int. in Colorado Springs   | Welter      | vor Trent Paulson und Tyler Caldwell, beide USA und Sōsuke Takatani, Japan |
| 2012 | 1.    | Cerro Pelado Int. in Havanna                     | Welter      | vor Trent Paulson, Nick Marable und Tyler Caldwell, alle USA |
| 2012 | 1.    | Welt-Cup in Baku                                 | Welter      | vor Ashrəf Alijew und Sadegh Saeed Goudarzi |
| 2012 | Gold  | OS in London                                     | Welter      | nach Siegen über Francisco Soler, Puerto Rico, Matt Gentry, Denis Zargusch und Sadegh Saeed Goudarzi                                                                                                 |
| 2013 | 1.    | Welt-Cup in Teheran                              | Welter      | vor Jakob Makaraschwili, Georgien, Sadegh Saeed Goudarzi und Ashraf Alijew |
| 2013 | 1.    | „Alexander-Medwed“-Preis in Minsk                | Welter      | vor Dimitri Rochnjak, Ukraine, Alibek Akbajew und Magomed Subairow, beide Russland |
| 2013 | 1.    | „Stepan-Sargisjan“-Memorial in Vanazdor/Armenien | Welter      | vor Atamas Sanakojew, Russland, Giorgi Sanodse, Georgien und Innokentii Innokentijew, Kirgisistan |
| 2013 | 1.    | WM in Budapest                                   | Welter      | nach Siegen über Gamid Dschalilow, Tadschikistan, Narsingh Pancham Yadav, Indien, Jabrail Hasanow, Aserbaidschan, Ali Schabanau, Belarus und Essatollah Abbas Akbarizarinkolaei, Iran                |
| 2014 | 3.    | „Yasar-Dogu“-Memorial in Istanbul                | bis 74 kg   | hinter Nicholas Marable, USA und Morteza Rezaeigaleh, Iran |
| 2014 | 1.    | Panamerikanische Meisterschaft in Mexiko-Stadt   | bis 74 kg   | vor Liván López Azcuy, Kuba, Edison Hurtado, Kolumbien und Adonis Arroyo, Venezuela |
| 2014 | 3.    | WM in Taschkent                                  | bis 74 kg   | nach Siegen über Augusto Midana, Guinea-Bissau, Lee Yun-seok, Südkorea und Raschid Kurbanow, Usbekistan, einer Niederlage gegen Denis Zargusch, Russland und einem Sieg über Rustam Dudajew, Ukraine |
| 2015 | 1.    | „Alexander-Medwed“-Preis in Minsk                | bis 74 kg   | vor Jakob Makaraschwili, Georgien, Rasul Tichajew und Ali Schabanau, beide Belarus |
| 2015 | 1.    | Panamerikanische Spiele in Toronto               | bis 74 kg   | vor Yoan Blanco Reinoso, Ecuador, Cristian Sarco Colmenarez, Venezuela und Livan Lopez Azcuy, Kuba                                                                                                   |
| 2015 | 1.    | WM in Las Vegas                                  | bis 74 kg   | nach Siegen über Krystian Brzozowski, Polen, Oleg Sacharewitsch, Ukraine, Mihaly Nagy, Ungarn, Alireza Mohammad Ghasemi, Iran, Aniuar Gedujew, Russland und Unurbat Purevjav, Mongolei               |
| 2016 | 9.    | OS in Rio de Janeiro                             | bis 74 kg   | nach einem Sieg über Augusto Midana, BGS und Niederlagen gegen Aniuar Gedujew und Bekzod Abdurahmonov, Usbekistan                                                                                    |
| 2017 | 1.    | Großer Preis von Spanien in Madrid               | bis 74 kg   | vor Jevon Balfour, Kanada |
| 2017 | 1.    | WM in Paris                                      | bis 74 kg   | nach Siegen über Livan Lopez Azcuy, Ali Schabanau, Sōsuke Takatani, Japan, Selimchan Chadijew, Frankreich, Bekzod Abdurahmonov und Chetag Zabolow, Russland                                          |
| 2018 | 1.    | „Beat the Streets“ in New York                   | bis 74 kg   | mit einem Sieg über Frank Chamizo, Italien |
| 2018 | 2.    | „Yasar-Dogu“-Memorial in Istanbul                | bis 74 kg   | hinter Frank Chamizo, vor Nurlan Bekschanow und Bolat Sakajew, beide Kasachstan |
| 2018 | 3.    | WM in Budapest                                   | bis 74 kg   | nach Siegen über Venecious Juah, Liberia und Moustafa Hosseinkhani, Iran, einer Niederlage gegen Saurbek Sidakow, Russland und Siegen über Miroslaw Kirow, Bulgarien und Frank Chamizo               |
| 2019 | 1.    | „Dan-Kolow“ & „Nikola-Petrow“-Memorial in Russe  | bis 74 kg   | vor Bekzod Abdurahmonov, Usbekistan, Frank Chamizo und Yakup Gör, Türkei |
| 2019 | 1.    | Panamerikanische Meisterschaft in Buenos Aires   | bis 74 kg   | nach Siegen über Freddy Leonardo Vera Fajardo, Ecuador, Franklin Gomez Matos, Puerto Rico, Adonis Ramon Arroyo, Venezuela und Jeron Balfour, Kanada                                                  |
| 2019 | 1.    | „Yasar-Dogu“-Memorial in Istanbul                | bis 74 kg   | vor Frank Chamizo, Taimuras Salkasanow, Slowakei und Fazli Erilmaz, Türkei |
| 2019 | 1.    | Panamerikanische Spiele in Lima                  | bis 74 kg   | nach Siegen über Abel Gerald Herrera Pastor, Peru, Geandry Garzon Caballero, Kuba und Franklin Gomez Matos, Puerto Rico                                                                              |
| 2019 | 3.    | WM in Nur-Sultan                                 | bis 74 kg   | nach Siegen über Asamat Nurikow, Belarus, Murad Kuramagomedow, Ungarn und Chadschimurad Gadschijew, Aserbaidschan, einer Niederlage gegen Saurbek Sidakow imd einem Sieg über Mao Okui, Japan        |
| 2020 | 1.    | Panamerikanische Meisterschaften in Ottawa       | bis 74 kg   | mit Siegen über Jorge Ivan Llano, Argentinien, Geandry Garzon Caballero und Franklin Gomez Matos |

## Nationale Erfolge
| Jahr | Platz | Wettbewerb                | Gewichtsklasse | Ergebnisse                                          |
| 2008 | 1.    | USA-Juniorenmeisterschaft | Leicht         | vor Kevin Levallay und Mario Manson                 |
| 2011 | 1.    | WM-Trials                 | Welter         | vor Andrew Howe                                     |
| 2011 | 1.    | USA-Meisterschaft         | Welter         | vor Nick Marable, Kirk White und Ryan Morningstar   |
| 2012 | 1.    | Olympia-Trials            | Welter         | vor Andrew Howe                                     |
| 2013 | 1.    | USA-Meisterschaft         | Welter         | vor David Taylor, Nick Marable und Ryan Morningstar |
| 2013 | 1.    | WM-Trials                 | Welter         | vor Kyle Douglas Dake und Andrew Howe               |
| 2014 | 1.    | USA-Meisterschaft         | bis 74 kg      | vor David Taylor, Tyler Caldwell und Quinton Godley |
| 2015 | 1.    | WM-Trials                 | bis 74 kg      | nach zwei Siegen über Kyle Dake                     |
| 2016 | 1.    | Olympia-Trials            | bis 74 kg      | nach zwei Siegen über Andrew Howe                   |
| 2017 | 1.    | USA-Meisterschaft         | bis 74 kg      | vor Kyle Dake, Alex Dieringer und Anthony Valencia  |
| 2017 | 1.    | WM-Trials                 | bis 74 kg      | vor Kyle Dake, Alex Dieringer und Isaiah Martinez   |

Erläuterungen
- alle Wettkämpfe im freien Stil
- OS = Olympische Spiele, WM = Weltmeisterschaft
- Leichtgewicht, Gewichtsklasse bis 66 kg, Weltergewicht, bis 74 kg Körpergewicht (bis 31. Dezember 2013); seit 1. Januar 2014 gilt eine neue Gewichtsklasseneinteilung durch den Ringer-Weltverband FILA (nunmehr UWW = United World Wrestling)
- Trials = Ausscheidungswettkampf